# (2769) Mendeleev
(2769) Mendeleev es un asteroide perteneciente al cinturón de asteroides descubierto el 1 de abril de 1976 por Nikolái Stepánovich Chernyj desde el Observatorio Astrofísico de Crimea, en Naúchni.

## Designación y nombre
Mendeleev recibió inicialmente la designación de 1976 GZ2.
Más tarde, en 1984, se nombró en honor del químico ruso Dmitri Mendeléyev (1834-1907).

## Características orbitales
Mendeleev está situado a una distancia media del Sol de 3,139 ua, pudiendo alejarse hasta 3,543 ua y acercarse hasta 2,735 ua. Tiene una excentricidad de 0,1287 y una inclinación orbital de 2,522 grados. Emplea en completar una órbita alrededor del Sol 2031 días.

## Características físicas
La magnitud absoluta de Mendeleev es 12,1